# Lidl
Lidl este un lanț de magazine de tip discount fondat în Germania, operat de concernul Lidl Stiftung & Co. KG cu sediul în orașul Neckarsulm. Lidl deține peste 10.000 de magazine la nivel internațional. Acestea se află situate în Germania, Franța, Austria, Belgia, precum și în alte țări din Europa de Vest, Europa Centrală, Europa de Nord și Europa de Est.

## Etimologie
Lidl este un nume de familie german.

## Istoria Lidl

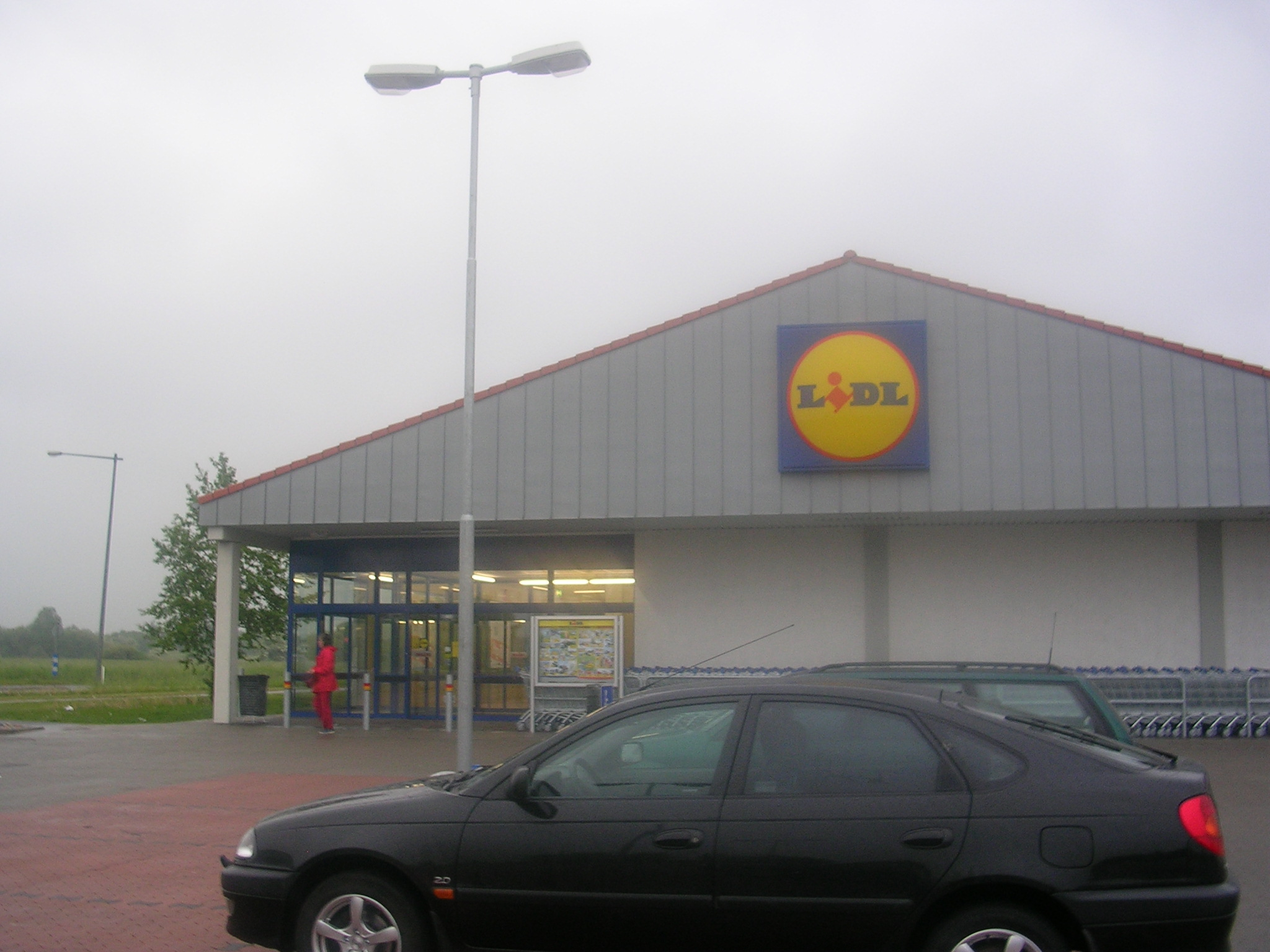
Lidl în Lomma, Suedia

Magazinul Lidl a fost fondat în anii '30 de către familia Schwarz, numele inițial fiind Schwarz Lebensmittel-Sortimentsgrosshandlung. În anul 1973 a fost construit primul magazin tip modern la Ludwigshafen care se mai găsește și în ziua de astăzi, după modelul Aldi.
În 1930, Josef Schwarz a devenit un partener al lui Lidl, creând angroul Südfrüchte Co. & Lidl, care la început comercializa doar fructe. Acum este un lanț de magazine de tip discount. În 1977 Josef Schwarz și Dieter Schwarz au creat Lidl & Schwarz, forma modernă a lanțului de magazine din prezent, care este acum răspândit în multe țări.

## Lidl în România

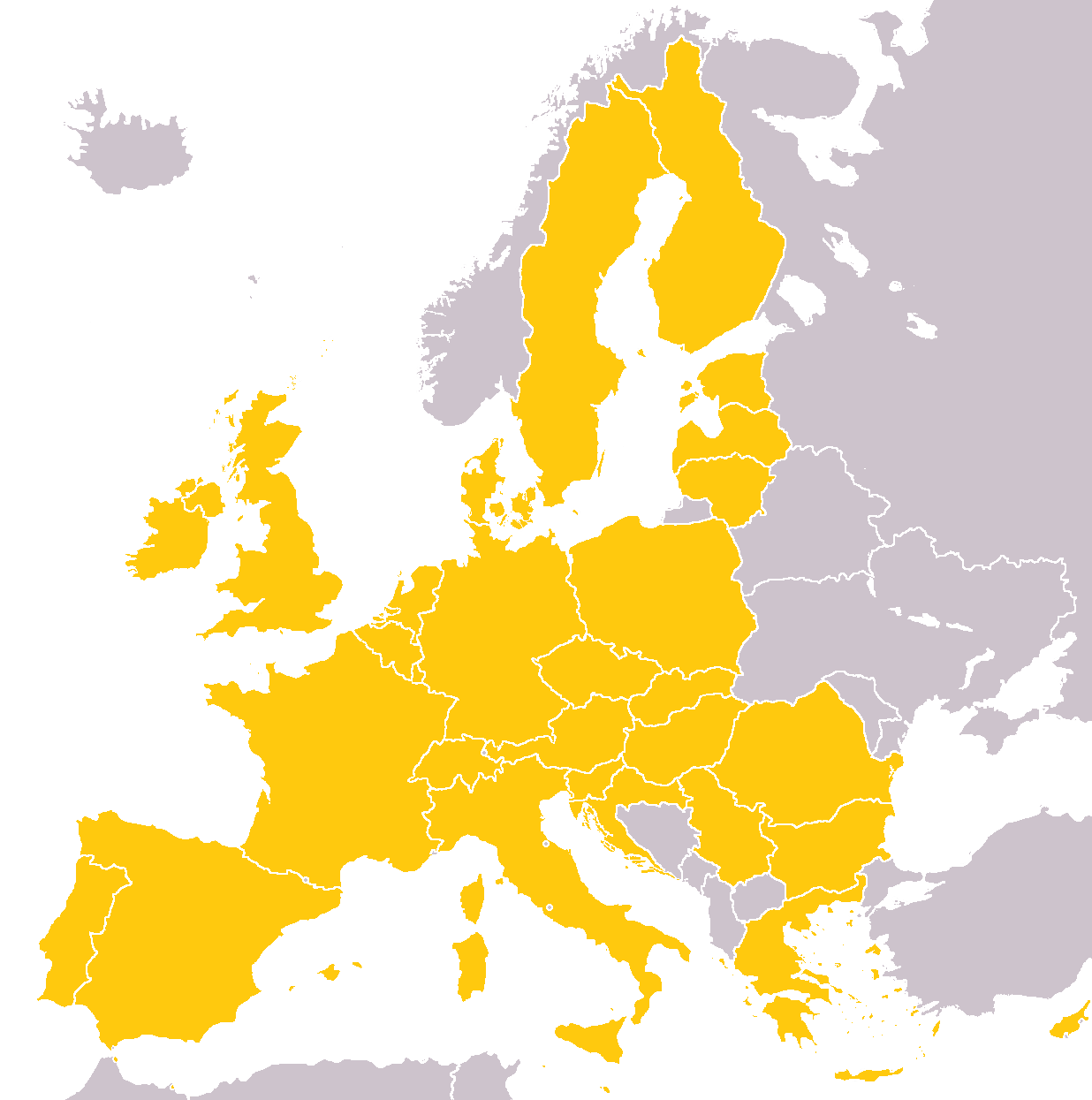
Prezența companiei în Europa

În România, grupul Schwarz este prezent din 2005 prin divizia Kaufland.
Lidl a intrat pe piața locală în anul 2010, când a preluat de la grupul Tengelmann cele aproximativ 100 de magazine de discount Plus. În cursul anului 2011, magazinele Plus au fost redenumite în Lidl, iar în 2021, rețeaua a ajuns la peste 290 de magazine, 5 sedii logistice și peste 9000 de angajați.
Potrivit capital.ro, afacerile Lidl au trecut, în anul fiscal 2019, de 10 miliarde de lei.
Număr de magazine:
- 2012: 137 [8]
- 2013: 159
- 2015: 192
- 2016: 206[9]
- 2017: 220[10]
- 2018: 240[11]
- 2019: 261[12]
- 2020: peste 280[13]

Cifra de afaceri în 2019: peste 10 miliarde de lei 
Număr de angajați:
- 2020: peste 8000[15]
- 2021: peste 9000[16]
- 2023: peste 12.000[17]